# سرجنگل (رضوان)
سرجنگل روستایی در دهستان رضوان بخش جبالبارز شهرستان جیرفت استان کرمان ایران است.

## جمعیت
بر پایه سرشماری عمومی نفوس و مسکن در سال ۱۳۹۵ جمعیت این مکان ۲۰۴ نفر (۷۳خانوار) بوده‌است.